# Vincenzo Franceschini
Ne pas confondre avec le graveur et peintre Vincenzo Franceschini né en 1680.
Pour les articles homonymes, voir Vincenzo Franceschini.
Vincenzo Franceschini, né en 1812, et mort en 1885, est un peintre italien, représentant principalement des paysages avec des ruines et des vues autour de Naples.

## Biographie
Vincenzo Franceschini naît en 1812 à Casandrino.
Il est l'élève d'Anton Sminck van Pitloo et de Marsigli à Naples, où il remporte une médaille d'or à une exposition. Par la suite, il passe de nombreuses années à Rome, principalement à peindre des paysages.
Il fait partie de l'École de Posillipo.
Vincenzo Franceschini meurt en 1885 à Naples.